# Wolf's Return
Albums de Grand Magus
Monument
(2003) Iron Will
(2008)
Wolf's Return est le troisième album du groupe suédois de heavy metal Grand Magus, publié le 14 juin 2005, par Rise Above Records en Europe et Candlelight Records aux États-Unis.

## Liste des chansons
Toutes les chansons sont écrites et composées par Grand Magus.
| No  | Titre                 | Durée |
| --- | --------------------- | ----- |
| 1.  | Kingslayer            | 4:10  |
| 2.  | Nine                  | 3:27  |
| 3.  | Blodörn               | 1:11  |
| 4.  | Wolf's Return         | 4:51  |
| 5.  | Blood Oath            | 4:41  |
| 6.  | Järnbörd              | 1:09  |
| 7.  | Repay in Kind         | 5:11  |
| 8.  | Hämnd                 | 1:34  |
| 9.  | Ashes                 | 4:37  |
| 10. | Light Hater           | 4:53  |
| 11. | Wolf's Return Part II | 2:30  |